# Aleppó kormányzóság

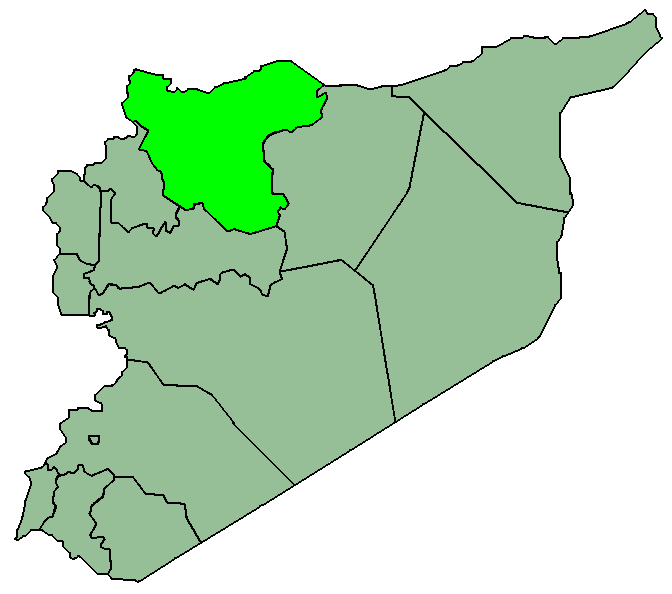
Aleppó kormányzóság elhelyezkedése Szírián belül

Aleppó kormányzóság (arabul محافظة حلب [Muḥāfaẓat Ḥalab]) Szíria tizennégy kormányzóságának egyike. Az ország északi részén fekszik. Északon Törökország, keleten er-Rakka kormányzóság, délen Hamá kormányzóság, délnyugaton Idlib kormányzóság, északnyugaton pedig szintén Törökország határolja. Központja Aleppó városa. Területe 18 500 km², népessége pedig a 2004-es népszámlálás adatai szerint 4 045 166 fő.

## Közigazgatási beosztása
Aleppó kormányzóság területe tíz kerületre (mintaka) – Aazáz, Afrín, Atárib, Ajn al-Arab, Báb, Dajr Háfir, Dzsabal Szamán, Dzsarábulusz, Manbidzs, Szafíra – és 46 körzetre (náhija) oszlik.

## Turisztikai látnivalói
A legismertebb látnivaló maga Aleppó óvárosa a citadellával, de a holt városok északi tömbje is kedvelt látványosság, különösen az impozáns Szent Simeon-kolostor ismert. Északon egy újhettita templom maradványai láthatóak Ajn Darában, illetve a török határ tekinthetőek meg a szeleukida-római Kürrhosz romjai.